# Алтаев, Серафим Петрович
Серафим Петрович Алтаев (1931—2015) — советский и российский художник и педагог.
Член Союза художников СССР (1963), заслуженный работник культуры РСФСР (07.08.1980).

## Биография
Родился 21 января 1931 года в селе Красный Лог Левороссошанского района Центрально-Чернозёмной области (ныне — Каширский район Воронежской области).
В 1958 году окончил Московское высшее художественное промышленное училище (ныне Московская художественно-промышленная академия имени С. Г. Строганова), получив диплом художника монументально-декоративного искусства.
Некоторое время работал научным сотрудником по реставрации в Государственном историческом музее. С 1960 по 1966 год был главным художником Москвы по транспорту. В 1960 году Алтаев организовал студию изобразительного искусства при Московской железной дороге, которая в последующем стала народной (Народная самодеятельная студия изобразительного искусства клуба «Красный балтиец» Московско-Рижского отделения Московской железной дороги).
В 1960-х годах С. П. Алтаев преподавал на курсах повышения квалификации художников Воениздата, профессор университета культуры и искусства. Много лет занимался общественной деятельностью в Московском союзе художников. Являлся участником многих выставок — всесоюзных, республиканских, московских и международных. Работал в жанре тематической картины, портрета, пейзажа, натюрморта. Также работал в области общественно-политического плаката. Произведения Серафима Алтаева находятся в собраниях Государственного исторического музея, Государственном центральном музее современной истории России, Центральном музее железнодорожного транспорта России, а также в других музеях и частных коллекциях в России и за рубежом.
Умер 3 января 2015 года в Москве. Был похоронен на Митинском кладбище города (18 участок).